# Volley Potentino 2014-2015
Questa voce raccoglie le informazioni riguardanti il Volley Potentino nelle competizioni ufficiali della stagione 2014-2015.

## Stagione
La stagione 2014-15 è per il Volley Potentino, sponsorizzata dalla B-Chem, la terza consecutiva in Serie A2; viene confermato l'allenatore Gianluca Graziosi, mentre la rosa della squadra è completamente stravolta, con le uniche conferme di Emanuele Miscio e Federico Moretti: tra gli acquisti figurano quelli di Bernardo Calistri, Pier Paolo Partenio, Cristian Casoli, Enrico Diamantini, Alberto Polo e Simmaco Tartaglione, mentre tra le cessioni quelle di Matteo Bolla, Matteo Zamagni, Roberto Romiti, Riccardo Pinelli e Marco Lipparini.
Il campionato si apre con una sconfitta per 3-0 contro la Libertas Brianza, a cui seguono quattro vittorie consecutive: dopo due sconfitte intercalate da un successo, la squadra di Potenza Picena conclude il girone di andata con tre gare vinte, classificandosi al quarto posto, ottenendo la qualificazione alla Coppa Italia di Serie A2. Anche il girone di ritorno si inizia con uno stop: dopo due vittorie e una sconfitta, i marchigiani non sbagliano un colpo, vincendo sette gare consecutivamente, chiudendo la regular season al terzo posto. Nei quarti di finale dei play-off promozione supera in due gare la Callipo Sport, mentre nelle semifinali ha la meglio solamente in gara 5 sull'Argos Volley: nella serie finale perde gara 1 contro il Corigliano Volley, ma poi riesce a vincere le tre successive, ottenendo la promozione in Serie A1.
Partecipa alla Coppa Italia di Serie A1 grazie al quarto posto al termine del girone di andata della Serie A2 2014-15; il Volley Potentino accede alla Final Four di Chieti in virtù del successo, nei quarti di finale, sulla Libertas Brianza: in semifinale vince 3-1 contro il Corigliano Volley, ma deve arrendersi in finale, solo al tie-break, alla Callipo Sport.

## Organigramma societario
Area direttiva
- Presidente: Giuseppe Massera
- Vicepresidente: Carlo Muzi
- Segreteria generale: Marco Mazzoni

Area organizzativa
- Team manager: Amedeo Pesci
- Direttore sportivo: Paolo Salvucci

Area tecnica
- Allenatore: Gianluca Graziosi
- Allenatore in seconda: Leonel Carmelino
- Scout man: Luca Turtù
- Responsabile settore giovanile: Giovanni Gawronski

Area comunicazione
- Ufficio stampa: Michele Campagnoli
- Area comunicazione: Federico Ambrosiano

Area marketing
- Ufficio marketing: Germano Scarafiocca

Area sanitaria
- Medico: Danilo Compagnucci
- Preparatore atletico: Daniele Marchetti
- Fisioterapista: Roberto Casisa
- Osteopata: Luca Lucchetti

## Rosa
| N° | Nome                | Ruolo | Data di nascita   | Nazionalità sportiva |
| -- | ------------------- | ----- | ----------------- | -------------------- |
| 1  | Alberto Polo        | C     | 7 settembre 1995  | Italia               |
| 3  | Federico Bonami     | L     | 29 settembre 1993 | Italia               |
| 4  | Denis Alikaj        | S/O   | 9 giugno 1995     | Italia               |
| 5  | Pier Paolo Partenio | P     | 6 febbraio 1993   | Italia               |
| 6  | Emanuele Miscio     | P     | 16 giugno 1982    | Italia               |
| 7  | Lorenzo Gemmi       | S     | 25 agosto 1985    | Italia               |
| 8  | Bernardo Calistri   | L     | 4 ottobre 1993    | Italia               |
| 9  | Federico Moretti    | S/O   | 6 dicembre 1983   | Italia               |
| 10 | Simmaco Tartaglione | S     | 11 febbraio 1994  | Italia               |
| 12 | Enrico Diamantini   | C     | 4 aprile 1993     | Italia               |
| 14 | Matteo Segoni       | S     | 12 gennaio 1993   | Italia               |
| 16 | Cristian Casoli     | S     | 27 gennaio 1975   | Italia               |
| 17 | Augusto Quarta      | C     | 17 ottobre 1993   | Italia               |

## Mercato
| Acquisti | Acquisti            | Acquisti          | Acquisti   |
| R.       | Nome                | da                | Modalità   |
| -------- | ------------------- | ----------------- | ---------- |
| S/O      | Denis Alikaj        | Canottieri Ongina | definitivo |
| L        | Federico Bonami     | Argos             | definitivo |
| S        | Bernardo Calistri   | US Civitanova     | definitivo |
| S        | Cristian Casoli     | Molfetta          | definitivo |
| C        | Enrico Diamantini   | Molfetta          | definitivo |
| S        | Lorenzo Gemmi       | Impavida Ortona   | definitivo |
| P        | Pier Paolo Partenio | Piacenza          | definitivo |
| C        | Alberto Polo        | Trentino          | prestito   |
| C        | Augusto Quarta      | Universal Carpi   | definitivo |
| S        | Matteo Segoni       | Marconi           | definitivo |
| S        | Simmaco Tartaglione | Corigliano Volley | definitivo |

| Cessioni | Cessioni         | Cessioni           | Cessioni   |
| R.       | Nome             | a                  | Modalità   |
| -------- | ---------------- | ------------------ | ---------- |
| C        | Dario Berni      | Canottieri Ongina  | definitivo |
| S        | Matteo Bolla     | Alessano           | definitivo |
| S/O      | Matteo Caciorgna | Offida             | definitivo |
| S        | Stefano De Leo   | ?                  | definitivo |
| S        | Marco Lipparini  | Emma Villas Chiusi | definitivo |
| P        | Riccardo Pinelli | Matera Bulls       | definitivo |
| L        | Roberto Romiti   | Molfetta           | definitivo |
| C        | Riccardo Tobaldi | ?                  | definitivo |
| C        | Matteo Zamagni   | Matera Bulls       | definitivo |
| S        | Enrico Zampetti  | Emma Villas Chiusi | definitivo |

## Risultati

### Serie A2

#### Girone di andata
| 1ª giornata - 19 ottobre 2014 PalaPrincipi, Potenza Picena        | Potentino         | 0 - 3 | Libertas Brianza  | 22-25, 21-25, 21-25               |
| 2ª giornata - 26 ottobre 2014 PalaSassi, Matera                   | Matera Bulls      | 1 - 3 | Potentino         | 25-20, 18-25, 23-25, 18-25        |
| 3ª giornata - 2 novembre 2014 PalaPrincipi, Potenza Picena        | Potentino         | 3 - 1 | Argos             | 25-18, 25-21, 17-25, 25-12        |
| 4ª giornata - 9 novembre 2014 Palazzetto dello Sport, Tricase     | Alessano          | 0 - 3 | Potentino         | 21-25, 26-28, 19-25               |
| 5ª giornata - 16 novembre 2014 PalaPrincipi, Potenza Picena       | Potentino         | 3 - 2 | Materdomini       | 16-25, 26-24, 25-14, 22-25, 15-10 |
| 6ª giornata - 23 novembre 2014 PalaCorigliano, Corigliano Calabro | Corigliano Volley | 3 - 0 | Potentino         | 25-20, 27-25, 27-25               |
| 7ª giornata - 30 novembre 2014 PalaPrincipi, Potenza Picena       | Potentino         | 3 - 1 | Atlantide Brescia | 25-19, 25-20, 23-25, 25-20        |
| 8ª giornata - 7 dicembre 2014 PalaPrincipi, Potenza Picena        | Potentino         | 0 - 3 | Impavida Ortona   | 27-29, 29-31, 20-25               |
| 9ª giornata - 14 dicembre 2014 PalaValentia, Vibo Valentia        | Callipo           | 1 - 3 | Potentino         | 24-26, 23-25, 25-20, 19-25        |
| 10ª giornata - 21 dicembre 2014 PalaBigi, Reggio nell'Emilia      | Tricolore         | 2 - 3 | Potentino         | 22-25, 25-15, 25-16, 19-25, 10-15 |
| 11ª giornata - 26 dicembre 2014 PalaPrincipi, Potenza Picena      | Potentino         | 3 - 1 | Tuscania          | 25-21, 25-27, 27-25, 25-20        |

#### Girone di ritorno
| 12ª giornata - 3 gennaio 2015 PalaParini, Cantù                   | Libertas Brianza  | 3 - 0 | Potentino         | 25-21, 25-16, 25-22               |
| 13ª giornata - 14 gennaio 2015 PalaPrincipi, Potenza Picena       | Potentino         | 3 - 0 | Matera Bulls      | 25-22, 25-19, 25-20               |
| 14ª giornata - 18 gennaio 2015 PalaPolsinelli, Sora               | Argos             | 1 - 3 | Potentino         | 26-28, 21-25, 25-22, 19-25        |
| 15ª giornata - 25 gennaio 2015 PalaPrincipi, Potenza Picena       | Potentino         | 2 - 3 | Alessano          | 26-24, 21-25, 25-21, 21-25, 11-15 |
| 16ª giornata - 1º febbraio 2015 PalaGrotte, Castellana Grotte     | Materdomini       | 1 - 3 | Potentino         | 20-25, 19-25, 25-19, 23-25        |
| 17ª giornata - 15 febbraio 2015 PalaPrincipi, Potenza Picena      | Potentino         | 3 - 1 | Corigliano Volley | 25-21, 20-25, 25-19, 25-21        |
| 18ª giornata - 22 febbraio 2015 PalaSanFilippo, Brescia           | Atlantide Brescia | 1 - 3 | Potentino         | 26-24, 19-25, 18-25, 15-25        |
| 19ª giornata - 1º marzo 2015 Palasport Comunale, Ortona           | Impavida Ortona   | 2 - 3 | Potentino         | 21-25, 23-25, 25-15, 25-18, 12-15 |
| 20ª giornata - 8 marzo 2015 PalaPrincipi, Potenza Picena          | Potentino         | 3 - 2 | Callipo           | 25-23, 25-23, 23-25, 20-25, 15-10 |
| 21ª giornata - 15 marzo 2015 PalaPrincipi, Potenza Picena         | Potentino         | 3 - 1 | Tricolore         | 25-18, 25-22, 20-25, 25-21        |
| 22ª giornata - 22 marzo 2015 Palazzetto dello Sport, Montefiscone | Tuscania          | 2 - 3 | Potentino         | 27-29, 25-18, 19-25, 25-22, 6-15  |

#### Play-off promozione
| Quarti di finale (gara 1) - 29 marzo 2015 PalaPrincipi, Potenza Picena | Potentino         | 3 - 0 | Callipo           | 27-25, 25-21, 25-16               |
| Quarti di finale (gara 2) - 5 aprile 2015 PalaValentia, Vibo Valentia  | Callipo           | 1 - 3 | Potentino         | 25-17, 23-25, 14-25, 17-25        |
| Semifinali (gara 1) - 12 aprile 2015 PalaPolsinelli, Sora              | Argos             | 3 - 1 | Potentino         | 25-20, 25-23, 24-26, 25-23        |
| Semifinali (gara 2) - 15 aprile 2015 PalaPrincipi, Potenza Picena      | Potentino         | 3 - 2 | Argos             | 25-21, 18-25, 19-25, 25-16, 15-10 |
| Semifinali (gara 3) - 19 aprile 2015 PalaPolsinelli, Sora              | Argos             | 3 - 1 | Potentino         | 25-21, 25-19, 22-25, 27-25        |
| Semifinali (gara 4) - 22 aprile 2015 PalaPrincipi, Potenza Picena      | Potentino         | 3 - 2 | Argos             | 23-25, 24-26, 25-21, 25-22, 15-10 |
| Semifinali (gara 5) - 26 aprile 2015 PalaPolsinelli, Sora              | Argos             | 1 - 3 | Potentino         | 25-23, 12-25, 25-27, 24-26        |
| Finale (gara 1) - 1º maggio 2015 PalaPrincipi, Potenza Picena          | Potentino         | 1 - 3 | Corigliano Volley | 21-25, 23-25, 25-23, 20-25        |
| Finale (gara 2) - 5 maggio 2015 PalaCorigliano, Corigliano Calabro     | Corigliano Volley | 1 - 3 | Potentino         | 28-26, 16-25, 21-25, 17-25        |
| Finale (gara 3) - 9 maggio 2015 PalaPrincipi, Potenza Picena           | Potentino         | 3 - 0 | Corigliano Volley | 25-20, 25-23, 25-17               |
| Finale (gara 4) - 12 maggio 2015 PalaCorigliano, Corigliano Calabro    | Corigliano Volley | 1 - 3 | Potentino         | 26-28, 25-22, 24-26, 21-25        |

### Coppa Italia di Serie A2

#### Fase a eliminazione diretta
| Quarti di finale - 6 gennaio 2015 PalaPrincipi, Potenza Picena | Potentino         | 3 - 0 | Libertas Brianza | 25-22, 25-17, 26-24               |
| Semifinali - 7 febbraio 2015 PalaTricalle, Chieti              | Corigliano Volley | 1 - 3 | Potentino        | 16-25, 25-21, 22-25, 12-15        |
| Finale - 8 febbraio 2015 PalaTricalle, Chieti                  | Potentino         | 2 - 3 | Callipo          | 23-25, 25-23, 25-20, 21-25, 14-16 |

## Statistiche

### Statistiche di squadra
| Competizione             | Punti | In casa | In casa | In casa | In trasferta | In trasferta | In trasferta | Totale | Totale | Totale |
| Competizione             | Punti | G       | V       | P       | G            | V            | P            | G      | V      | P      |
| ------------------------ | ----- | ------- | ------- | ------- | ------------ | ------------ | ------------ | ------ | ------ | ------ |
| Serie A2                 | 47    | 16      | 12      | 4       | 17           | 13           | 4            | 33     | 25     | 8      |
| Coppa Italia di Serie A2 | -     | 1       | 1       | 0       | -            | -            | -            | 3      | 2      | 1      |
| Totale                   | -     | 17      | 13      | 4       | 17           | 13           | 4            | 36     | 27     | 9      |

G = partite giocate; V = partite vinte; P = partite perse

### Statistiche dei giocatori
| Giocatore      | Serie A2 | Serie A2 | Serie A2 | Serie A2 | Serie A2 | Coppa Italia di Serie A2 | Coppa Italia di Serie A2 | Coppa Italia di Serie A2 | Coppa Italia di Serie A2 | Coppa Italia di Serie A2 | Totale | Totale | Totale | Totale | Totale |
| Giocatore      | P        | PT       | AV       | MV       | BV       | P                        | PT                       | AV                       | MV                       | BV                       | P      | PT     | AV     | MV     | BV     |
| -------------- | -------- | -------- | -------- | -------- | -------- | ------------------------ | ------------------------ | ------------------------ | ------------------------ | ------------------------ | ------ | ------ | ------ | ------ | ------ |
| D. Alikaj      | 11       | 18       | 14       | 2        | 2        | 1                        | 0                        | 0                        | 0                        | 0                        | 12     | 18     | 14     | 2      | 2      |
| F. Bonomi      | 32       | -        | -        | -        | -        | 3                        | -                        | -                        | -                        | -                        | 35     | -      | -      | -      | -      |
| B. Calistri    | 33       | -        | -        | -        | -        | 3                        | -                        | -                        | -                        | -                        | 36     | -      | -      | -      | -      |
| C. Casoli      | 32       | 366      | 329      | 20       | 17       | 3                        | 36                       | 26                       | 6                        | 4                        | 35     | 402    | 355    | 26     | 21     |
| E. Diamantini  | 32       | 317      | 196      | 98       | 23       | 3                        | 31                       | 18                       | 9                        | 4                        | 35     | 348    | 214    | 107    | 27     |
| L. Gemmi       | 7        | 18       | 15       | 3        | 0        | 0                        | 0                        | 0                        | 0                        | 0                        | 7      | 18     | 15     | 3      | 0      |
| E. Miscio      | 15       | 4        | 2        | 1        | 1        | 2                        | 0                        | 0                        | 0                        | 0                        | 17     | 4      | 2      | 1      | 1      |
| F. Moretti     | 32       | 615      | 542      | 49       | 24       | 3                        | 52                       | 45                       | 4                        | 3                        | 35     | 667    | 587    | 53     | 27     |
| P. Partenio    | 33       | 130      | 42       | 59       | 29       | 3                        | 11                       | 2                        | 7                        | 2                        | 36     | 141    | 44     | 66     | 31     |
| A. Polo        | 32       | 267      | 147      | 81       | 39       | 2                        | 21                       | 14                       | 7                        | 0                        | 34     | 288    | 161    | 88     | 39     |
| A. Quarta      | 11       | 13       | 11       | 1        | 1        | 2                        | 10                       | 4                        | 4                        | 2                        | 13     | 23     | 15     | 5      | 3      |
| M. Segoni      | 11       | 7        | 5        | 0        | 2        | 0                        | 0                        | 0                        | 0                        | 0                        | 11     | 7      | 5      | 0      | 2      |
| S. Tartaglione | 33       | 423      | 328      | 57       | 38       | 3                        | 41                       | 35                       | 4                        | 2                        | 36     | 464    | 363    | 61     | 40     |

P = presenze; PT = punti totali; AV = attacchi vincenti; MV = muri vincenti; BV = battute vincenti